# Cinetocore

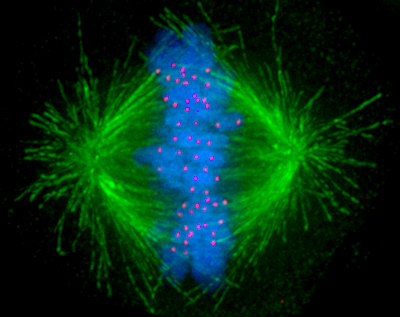
Immagine di una cellula umana che mostra i microtubuli in verde, i cromosomi (DNA) in blu, e i cinetocori in rosa

Il cinetocore è una struttura proteica situata a livello del centromero. Di solito per ogni centromero vi sono 2 cinetocori, un cinetocore per ogni cromatidio.
Il ruolo dei cinetocori è quello di agganciarsi ai microtubuli del fuso mitotico durante la divisione cellulare.
In questo modo i cromosomi vengono allineati correttamente all'equatore del fuso, e successivamente grazie alla trazione dei microtubuli, che si accorciano depolimerizzandosi nella zona vicino al centriolo, i cromatidi fratelli vengono separati e trascinati ai due poli opposti della cellula.
Sono collocati sulla parte esterna di ciascun cromatidio.
Al microscopio elettronico ciascuno di essi si presenta come una piastra di 0.2µm.
È costituito da tre strati di natura proteica:
1. Uno superficiale elettrodenso (300-400 Å)
2. Uno intermedio di minore densità
3. Uno interno elettrontrasparente (in contatto con la fibra di cromatina).

Perfino il cinetocore più semplice è composto da più di 45 proteine diverse. Molte di queste proteine sono conservate in tutte le specie di eucarioti, e includono una variante specializzata dell'istone H3 (denominato CENP-A o CenH3) che aiuta il cinetocore ad associarsi al DNA. Altre proteine del cinetocore si collegano ai microtubuli del fuso mitotico. Esistono anche proteine motrici, incluse la dineina e la chinesina, che generano forze per il movimento dei cromosomi durante la mitosi. Altre proteine, come MAD2 controllano l'attacco ai microtubuli come pure la tensione tra i cinetocori fratelli e attivano il checkpoint del fuso per arrestare il ciclo cellulare nel caso sia assente anche uno solo di essi.